# شاهین ترازو (ستاره)
شاهین ترازو یا گاما عقاب یک ستاره است که در صورت فلکی عقاب قرار دارد.
نام این ستاره در زبان‌های اروپایی یعنی tarazed دگرگون‌شدهٔ همان واژه فارسی ترازو است.